# قره-سو (آق‌سی)
قره-سو {{ازبکی|Kara-Suu) یک رود در ازبکستان است که در استان جلال‌آباد واقع شده‌است.